# Aplicacions de la intel·ligència artificial

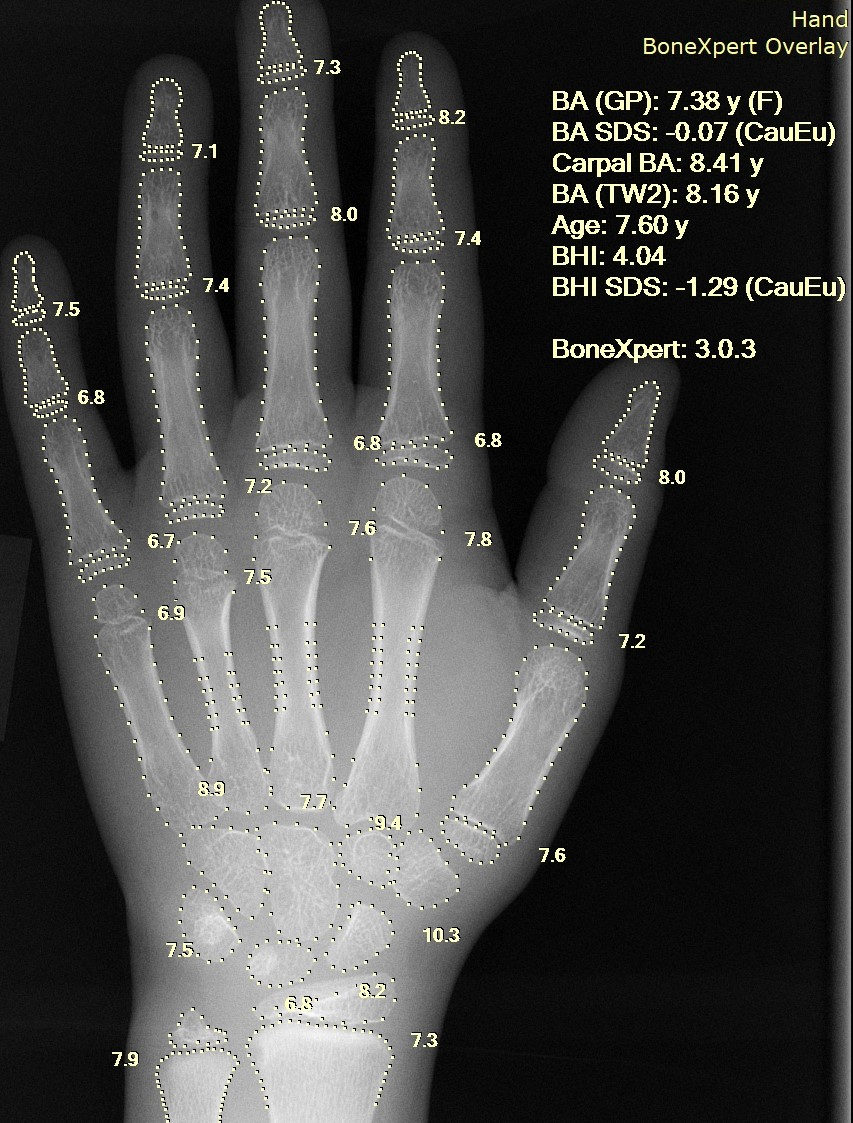
Raig-X d'una mà, amb càlcul automàtic de l'edat òssia feta per un software d'ordinador.

La intel·ligència artificial (IA) s'ha utilitzat en aplicacions per alleujar certs problemes a la indústria i l'acadèmia. La IA, com l'electricitat o els ordinadors, és una tecnologia de propòsit general que té multitud d'aplicacions. S'ha utilitzat en camps de traducció d'idiomes, reconeixement d'imatges, puntuació de crèdit, comerç electrònic i altres dominis.

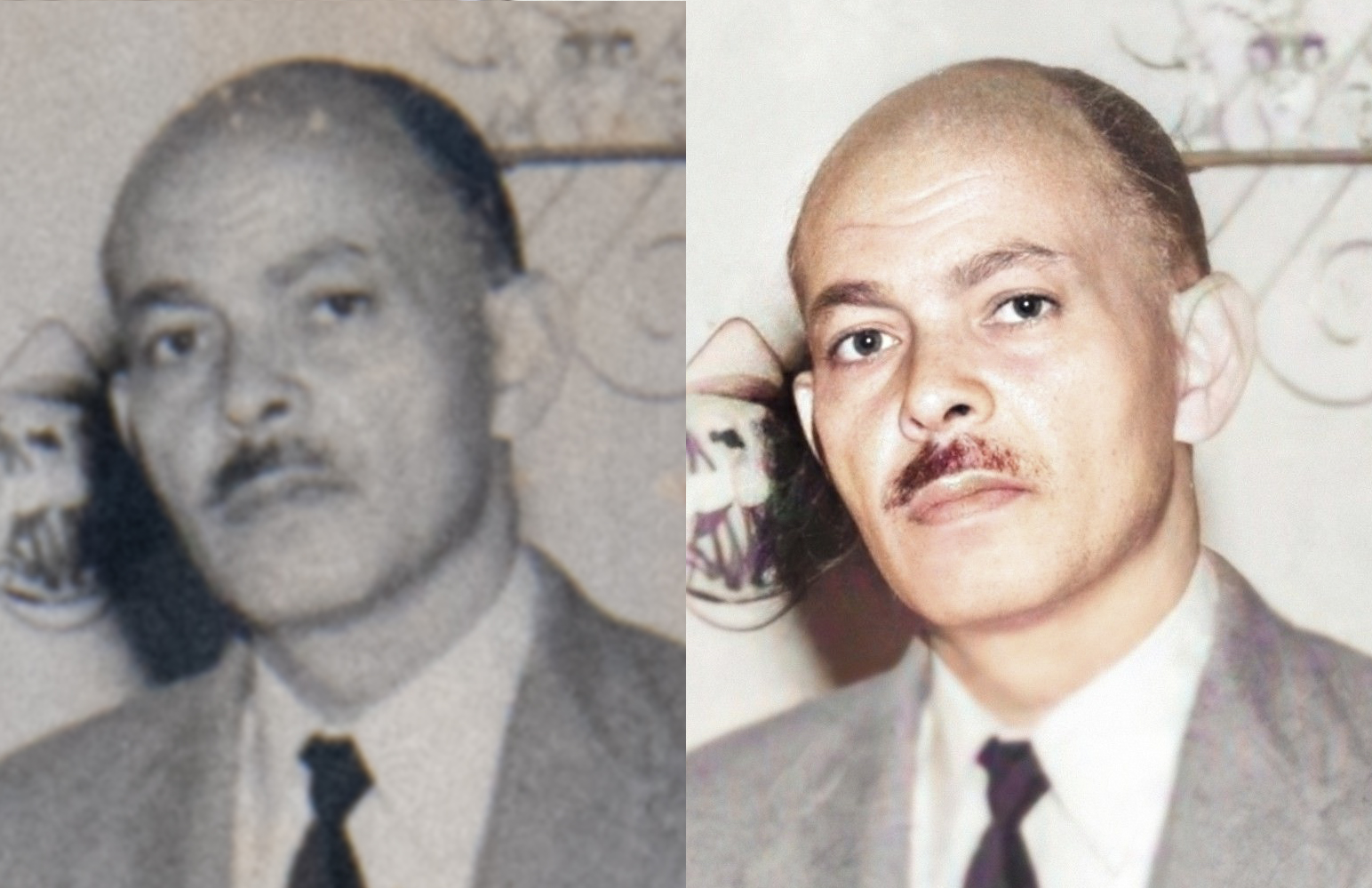
Restauració d'imatge.

Un exemple d'aplicatiu d'IA està en sistemes de recomanació, que preveem la "classificació" o "preferència" que un usuari donaria a un item. Els sistemes de recomanació són utilitzats en diverses àrees, com generar llistes de reproducció per serveis de vídeo i música, recomanacions de productes per botigues online o recomanacions de contingut per plataformes de mitjà de comunicació social i recomanació oberta de contingut de la web.
L'IA també és utilitzada per direcionar anuncis de la web per aquells més propensos a clicar o enredar-se en ells. També és utilitzada per augmentar el temps despesa en un web seleccionant contingut atractiu per l'espectador. Pot preveure o generalitzar el comportament dels clients a partir de les seves agafades digitals.
Existeixen molts aplicatius o aplicacions d'intel·ligència artificial disponibles en el mercat. Alguns exemples populars inclouen Alexa, que és un aplicatiu d'assistent de veu que permet escoltar música, addicionar itens al carrinho de compres, verificar el clima i molt més. Altres exemples inclouen Google Assistent, Elsa Speak, Socratic i Robin. Aquests aplicatius utilitzen la intel·ligència artificial per fer tasques que normalment requereixen intel·ligència humana, com reconeixement de veu, visió, raciocínio i aprendizado. La intel·ligència artificial té molts aplicatius en diferents àrees. Per exemple, en la medicina, l'IA pot ser utilitzada per ajudar a diagnosticar malalties i desenvolupar tractaments personalitzats. En l'educació, l'IA pot ser utilitzada per personalitzar el aprendizado i subministrar feedback en temps real als alumnes. En el transport, l'IA pot ser utilitzada per optimitzar rutes i millorar la seguretat. En els negocis, l'IA pot ser utilitzada per automatitzar tasques repetitives i millorar la presa de decisions.

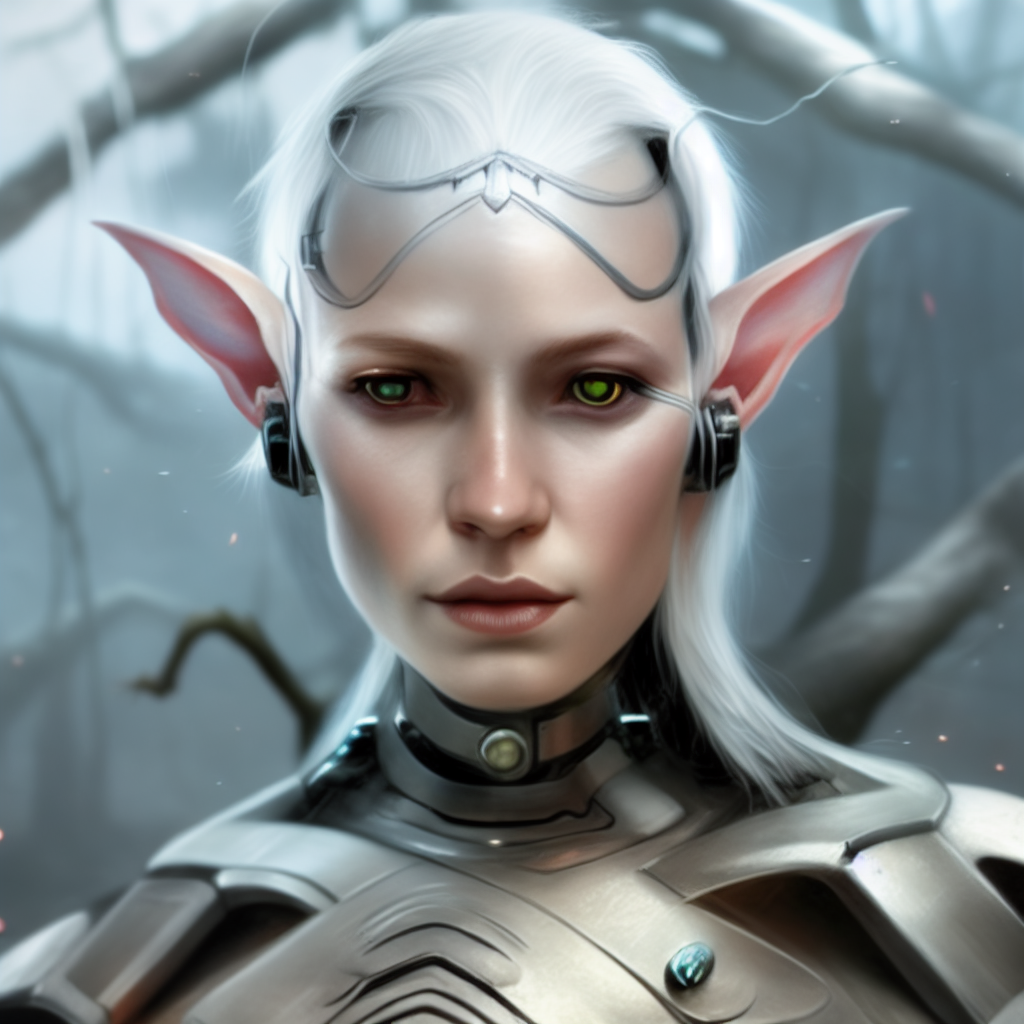
Una "elfa ciborgue" creada amb tecnologia Stable Diffusion.

## Llistat d'aplicacions
- Reconeixement òptic de caràcters
- Reconeixement d'escriptura a mà
- Reconeixement de veu
- Reconeixement facial
- Creativitat artificial
- Visió per computador
- Realitat virtual
- Processament d'imatge
- Manipulació de fotos i vídeos
- Diagnòstic (intel·ligència artificial)
- Teoria de jocs i planificació estratègica
- Joc d'intel·ligència artificial i bot de jocs d'ordinador
- Processament del llenguatge natural, traducció i chatterbots
- Control no lineal i robòtica
- Chatbots i aplicacions d'assistent com Alexa, Google Assistant, Siri
- Per transcriure música
- Serveis relacionats amb la llei
- Atenció sanitària
- Problemes relacionats amb l'educació i les dificultats d'aprenentatge
- Anàlisi de l'activitat dels usuaris, promoció i màrqueting dirigits personalitzats mitjançant anuncis
- Humanoides
- Jocs com DeepBlue
- Models basats en agents
  - Economia computacional basada en agents
  - Vida artificial
- Raonament automatitzat
  - Demostració automàtica de teoremes
  - Ajudants de prova
- Automatització
- Informàtica bio-inspirada
- Mineria conceptual
- Mineria de dades
- Representació del coneixement
- Web semàntica
- Filtrat de correu brossa
- Robòtica
  - Robòtica basada en el comportament
  - Robòtica cognitiva
  - Cibernètica
  - Robòtica del desenvolupament (epigenètica)
  - Robòtica evolutiva
  - Interacció humà-robot
- Sistema intel·ligent híbrid
- Agent intel·ligent
- Control intel·ligent
- Litigació